# Xã Hazleton, Quận Buchanan, Iowa
Xã Hazleton (tiếng Anh: Hazleton Township) là một xã thuộc quận Buchanan, tiểu bang Iowa, Hoa Kỳ. Năm 2010, dân số của xã này là 1.695 người.